# Shape of Things to Come
Shape of Things to Come è un album discografico dei Max Frost and the Troopers pubblicato negli USA dalla Tower Records nel 1968. L'album raggiunse un certo successo negli Stati Uniti e in Canada, soprattutto dopo la sua riedizione come colonna sonora del film Quattordici o guerra. In particolare il singolo Shape of Things to Come raggiunse la posizione n. 22 della Billboard Hot 100 nella settimana del 26 ottobre 1968 e la n, 2 delle classifiche canadesi tra la seconda e la terza settimana di ottobre 1968. La canzone rimase per un totale di 9 settimane nelle classifiche di Billboard.

## Tracce
Lato A
1. Shape of Things to Come – 1:55 (Barry Mann, Cynthia Weil)
2. Lonely Man – 2:32 (Paul Wibier)
3. Shine It on – 2:29 (Paul Wibier)
4. It's Wrong – 2:12 (Barney Hector, Paul Wibier)
5. Captain Hassel – 2:21 (Barney Hector, Dale Beckner, Gary Mc Clain, Paul Wibier, Stewart Martin)

Lato B
1. Fifty Two Per Cent – 2:41 (Barry Mann, Cynthia Weil)
2. Try to Make up Your Mind – 1:55 (Paul Wibier)
3. Let Your Mind Run Free – 2:31 (Paul Wibier)
4. She Lied – 2:36 (Dale Beckner, Stewart Martin)
5. A Change Is Gonna Come – 2:48 (Dale Beckner, Paul Wibier)